# طاقم بحري

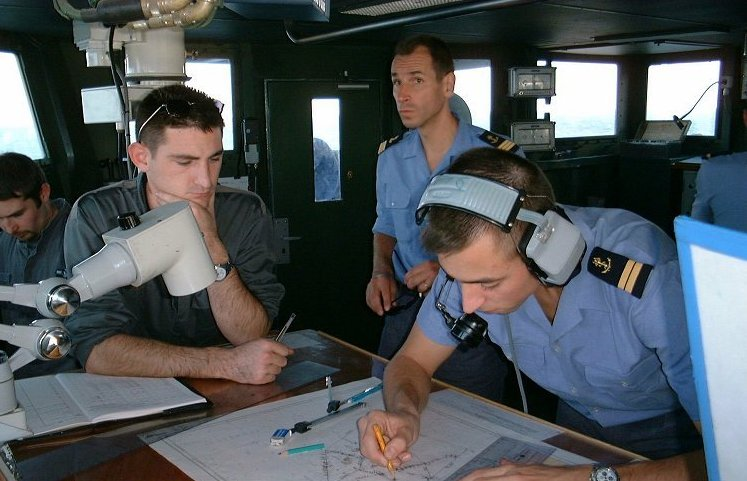
بعض أفراد طاقم السفينة في غرفة القيادة

الطاقم البحري Marine crew هم مجموعة الأفراد العاملين على السفينة، والمسؤولين عن تشغيلها وإبحارها ويرأسهم ربان السفينة، ويكونون مرتبطين مع مجهز السفينة بعقد عمل بحري.

## أقسام أفراد الطاقم
يقسم أفراد الطاقم حسب نوع السفينة ومكوناتها وأقسامها، ففي السفينة التجارية يوجد طاقم السطح، وطاقم الآلات، وطاقم الخدمة العامة، إضافة إلى طاقم الخدمات الفندقية بالنسبة لسفينة نقل المسافرين.

## وظائف أفراد الطاقم
يعمل كل قسم من الأقسام على متن السفن بصفة عامة:
- طاقم السطح: الربان والربان الثاني وضابط الخفر على متن السطح، ورئيس أفراد الطاقم ، والبحارة.
- طاقم الآلات: كبير المهندسين، والمهندس الثاني، والمهندس الثالث، ورئيس المشحمين، والمشحمون.
- طاقم الخدمة العامة: ضابط الراديو، المنظف.
- طاقم الخدمة الفندقية: الطباخ، مساعدوا الطباخ، غاسلوا الأواني، النادلون، مرتبوا الغرف، مستقبل المسافرين، محافظ الأمن، الطبيب، الممرض، الموسيقي، وغيرهم.

## شهادات أفراد الطاقم
يتوجب على كل فرد من أفراد الطاقم أن يملك دفتر الملاحة البحرية، إضافة إلى شهادات محددة في الإتفاقية الدولية لمعايير الشهادات والخفر SOLAS 78/95 والحصول عليها شرط من شروط الملاحة على متن السفن وخاصة التجارية منها.

## الفحص الطبي لأفراد الطاقم
يتوجب على كل فرد من العاملين على السفن إجراء الفحص الطبي كل سنة حتى يتمكن من الملاحة على متن السفينة.